# Iveco
Iveco este o companie producătoare de vehicule comerciale din Italia, cu sediul la Torino.
Iveco este filială a grupului italian Fiat și produce anual aproximativ 200.000 de vehicule comerciale și jumătate de milion de motoare diesel.
Printre mărcile companiei se numără Crossway, Daily, EuroCargo, Stralis și Trakker.
Compania este prezentă și în România, încă din 1993.

## Modele
- Iveco Massif
- Iveco Crossway
- Iveco Indcar Mago 2
- Iveco Daily
- Iveco Eurocargo
- Iveco Trakker
- Iveco Stralis
- Iveco HI-WAY
- Iveco EuroStar
- Iveco TurboCity-U 480
- Iveco Magirus Super Dragon X8
- Iveco-Autokran
- Iveco Zeta
- Iveco M-WAY
- Iveco S-WAY